# تلمبه اکبر روحانی
تلمبه اکبر روحانی یک منطقهٔ مسکونی در ایران است که در دهستان زیدآباد واقع شده‌است. تلمبه اکبر روحانی ۱۲ نفر جمعیت دارد.